# Kurt Fricke
Kurt Fricke (n. 8 noiembrie 1889, Berlin, Imperiul German – d. 2 mai 1945, Berlin, Germania Nazistă) a fost un amiral al Marinei de Război (Kriegsmarine) a Germaniei Naziste în timpul celui de-al Doilea Război Mondial. A fost decorat cu Crucea de Cavaler al Crucii de Fier. 

## Biografie
Fricke s-a înrolat în Kaiserliche Marine pe post de cadet la 1 aprilie 1910. A slujit pe nava SMS Hertha⁠(en)[traduceți] în timpul pregătirii sale marinărești și a absolvit Academia Navală de la Mürwik (Marineschule Mürwik). După absolvire a fost repartizat pe crucișătorul SMS Moltke⁠(en)[traduceți] . La 27 septembrie 1913 Fricke a fost avansat la gradul de locotenent. În timpul Primului Război Mondial el a luat parte la Bătălia de la Dogger Bank. Fricke a fost avansat la gradul de Oberleutnant zur See în 1916 și a fost transferat în corpul de torpiloare. A slujit pe navele militare G103⁠(en)[traduceți] și G101⁠(en)[traduceți] . La 7 martie 1918 a devenit aghiotant al comandantului corpului de torpiloare, post pe care-l deținea atunci când s-a încheiat războiul. 
După război a făcut parte din comandamentul Marinei Militare Germane ca adjutant al comandantului șef al Marinei. În perioada 1922-1924 a slujit în cadrul Flotilei I pe post de comandant al distrugătoarelor T139 și T148. În septembrie 1924 Fricke a devenit ofițer de companie într-o unitate de apărare de coastă. A fost promovat căpitan de corvetă în 1928. A slujit trei ani ca adjutant naval al ministrului apărării. 
În 1929 Fricke a fost numit comandant al unei jumătăți de escadrile de torpiloare. La 16 septembrie 1931 a devenit comandant al Flotilei I de torpiloare, iar doi ani mai târziu, în 1933, a fost numit Führer der Torpedoboote (comandant al corpului de torpiloare). La 1 aprilie 1934 Fricke a fost înaintat la gradul de Fregattenkapitän (căpitanul de fregată, echivalent cu gradul de locotenent-colonel). În 1935 a fost numit șef al statului major al Inspectoratului de distrugătoare și dragoare de mine cu gradul de Kapitän zur See (echivalent cu gradul de colonel). Din octombrie 1936 până în septembrie 1937 a predat la Academia Militară Germană (Wehrmacht-Akademie). După această perioadă academică, Fricke a fost cooptat în cadrul Statului Major al Marinei Germane (Oberkommando der Marine) ca șef al Biroului Operațiuni al Comandamentului de Război (Seekriegsleitung). La 30 aprilie 1939 Fricke a devenit ofițer de legătură cu comandantul suprem al Luftwaffe (Oberbefehlshaber der Luftwaffe). 
După începerea celui de-al Doilea Război Mondial, Fricke a fost avansat treptat la următoarele grade: Konteradmiral (contraamiral) la 1 noiembrie 1939 și Vizeadmiral (viceamiral) la 1 iunie 1941. De la 13 iunie 1941 până la 20 februarie 1943 Fricke a îndeplinit funcția de șef al Statului Major al Comandamentul Marinei de Război Germane (Seekriegsleitung). Avansat amiral la 1 aprilie 1942, Fricke a fost numit comandant al Marinegruppenkommandos Süd (21 martie 1943 - 11 decembrie 1944). În decembrie 1944 a fost plasat în rezerva de comandanți (Führerreserve) a Armatei Germane. Fricke a fost ucis în 2 mai 1945 în timpul Bătăliei Berlinului. 

## Decorații
- Crucea de Fier (1914)
  - clasa a II-a (4 ianuarie 1915)[1]
  - clasa I (28 iunie 1916)[1]
- Crucea Friedrich August (Oldenburg)
  - clasa a II-a (25 mai 1916)[2]
  - clasa I (3 aprilie 1918)[2]
- Crucea Hanseatică a Hamburgului (14 iunie 1916)[2]
- Crucea de Cavaler al Ordinului Casei de Hohenzollern cu spade (5 martie 1918)[2]
- Crucea de Cavaler al Ordinului Spadei, clasa I (Suedia, 12 iulie 1930)[2]
- Crucea de onoare a Războiului Mondial 1914/1918 (1934)[2]
- Medalia Sudetenland (22 mai 1939)
- Medalia pentru serviciu îndelungat în Wehrmacht, cl. a IV-a-cl. I (2 octombrie 1936)[2]
- Ordinul Meritul Naval, clasa III-a (Spania, 21 august 1939)
- Crucea de Fier cu barete (1939)
  - cl. a II-a (1 octombrie 1939)[1]
  - cl. I (27 noiembrie 1939)[1]
- Medalia Memel (26 octombrie 1939)
- Ordinul Coroanei Iugoslave, clasa a II-a cu stea (9 noiembrie 1939)
- Ordinul „Steaua României” cu spade, clasa I-a, cu panglică de „Virtutea Militară” (7 noiembrie 1941) „pentru modul deosebit cu care a contribuit la conducerea operațiunilor victorioase ale flotei germane”[3]
- Ordinul Meritul Militar (Bulgaria), clasa I cu însemne de război (Bulgaria, 1942)
- Ordinul Crucea Libertății, clasa I cu frunze de stejar și spade (Finlanda, 25 martie 1942)
- Ordinul Mihai Viteazul, clasa III-a (1 septembrie 1942)
- Marea Cruce a Ordinului Coroanei regelui Zvonimir cu spade (Croația, 26 septembrie 1942)
- Crucea de Cavaler al Crucii de Fier (1 octombrie 1942) ca amiral și șef de stat major al Secției Operații Navale (Seekriegsleitung) în Înaltul Comandament al Marinei (Oberkommando der Marine)[4][5]
- Marea Cruce a Ordinului Steaua României cu spade și panglică de Virtute Militară (7 octombrie 1942)